# Sierra de Burete
La Sierra de Burete está ubicada en la Región de Murcia, España. Pertenece en su mayoría al término municipal de Cehegín. Incluida en la Zona Especial de Protección para las Aves (ZEPA) junto con las sierras de Lavia y Cambrón, el 21 de diciembre de 2012 se publicó en el Boletín Oficial de la Región de Murcia en Anteproyecto de Decreto de la Consejería de Presidencia en virtud del cual se declaró, entre otras varias, la Sierra de Burete como ZEC (Zona de Especial Conservación), tras la declaración de LIC (Lugar de Interés Comunitario) y ZEPA así como el Plan de Gestión Integral que desarrolla el régimen jurídico de estas zonas. 
En cuanto a la geología, los materiales de esta sierra son fundamentalmente calizas y dolomías del Jurásico, en las zonas más altas, apareciendo también margas del Cretácico, así como arcillas y margas del Triásico y eluviones cuaternarios en las zonas de menor altitud y en el valle del Arroyo de Burete.

## Fauna
Se trata de una de las áreas de mayor importancia para las rapaces forestales de Europa, pudiéndose observar en una gran densidad, sobre todo águila calzada, águila culebrera, azor y ratonero común. Entre los mamíferos que se pueden encontrar en esta sierra están el zorro, jabalí, arrui y últimamente también se han observado ejemplares de cabra montés.
Además, a escala regional, es un Área de Protección de la Fauna Silvestre, y tiene la consideración de Área de Sensibilidad Ecológica.
Por este paraje discurre el royo (denominación local de arroyo) de Burete, que en la actualidad está seco debido al aumento de las perforaciones para extraer aguas subterráneas para riego, pero que hasta los años 80 discurría de forma permanente. En la actualidad solo discurre de forma temporal cuando las precipitaciones han sido abundantes. Aún quedan en algunas zonas pozas permanentes con agua en las que se pueden encontrar cangrejos de río, galápagos tanto el galápago leproso como el invasor galápago de Florida.

## Flora
La vegetación predominante es el pino carrasco (Pinus halepensis), aunque también se pueden encontrar ejemplares de pino laricio, encinas y quejigos. Entre los arbustos que componen el sotobosque del pinar destacan la coscoja o chaparra, lentisco, cornicabra, enebro, jara estepa, madroño, etc.
En la vertiente norte de esta sierra, se sitúa el paraje con el mismo nombre (Burete) perteneciente al término municipal de Cehegín. En sus zonas de cultivo predomina el almendro y el olivo generalmente en secano. También existen algunos cultivos de regadío; melocotonero y albaricoquero fundamentalmente.